# Klaas-Jan Huntelaar
Klaas-Jan Huntelaar (pronunciación: [ˈklaːs ˈjɑn ˈɦʏn.tə.ˌlaːr]) (Voor-Drempt, Güeldres, Países Bajos, 12 de agosto de 1983), apodado The Hunter (el cazador), es un exfutbolista neerlandés que jugaba como delantero. Su estilo ha sido comparado con el de Marco van Basten y el de Ruud van Nistelrooy. Ha sido futbolista del PSV, De Graafschap, AGOVV Apeldoorn, SC Heerenveen, Ajax, Real Madrid, AC Milan, antes de unirse a la disciplina del FC Schalke 04 en el verano de 2010.
El exseleccionador neerlandés van Gaal afirmó que «en el punto de penalti es el mejor futbolista del mundo, sin excepción». Fue nombrado futbolista del año en los Países Bajos y mejor jugador del Ajax en el año 2006. En la Eurocopa Sub-21 de 2006 se adjudicó el título, además de ser el máximo anotador del campeonato y uno de los dos delanteros del once ideal de la competición. Es el mayor realizador de la historia en la selección neerlandesa sub-21, con 18 tantos en 22 encuentros. Asimismo, ha sido máximo anotador de la Eredivisie en las temporadas 2005-06 y 2007-08. Fue internacional neerlandés desde 2006 y 2015.

## Trayectoria

### Inicios

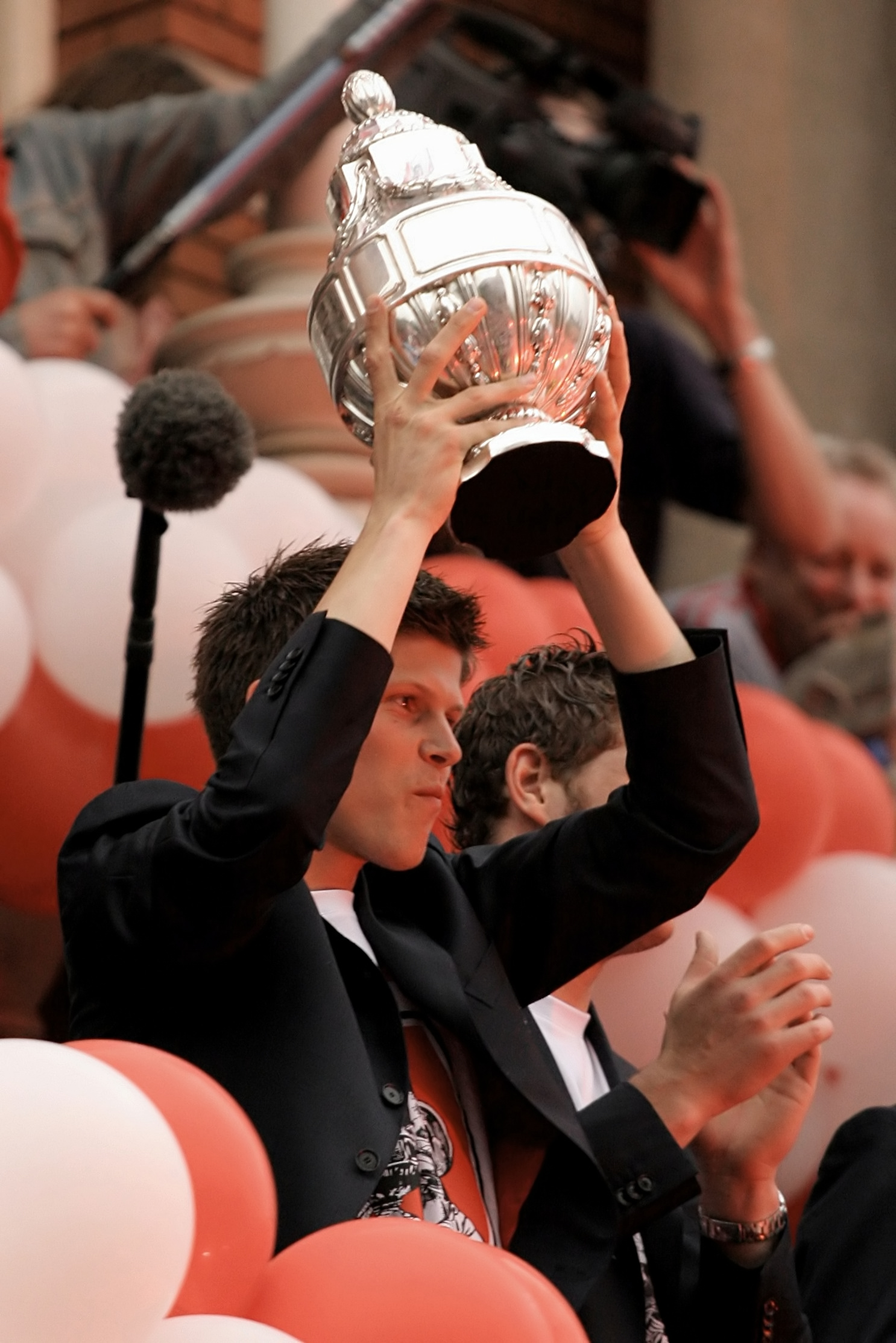
Levantando la Copa de los Países Bajos, conseguida en 2006 ante el PSV Eindhoven. El marcador fue de 2-1, ambos goles del propio delantero.

Nació en Voor-Drempt, una localidad ubicada en Achterhoek (Países Bajos). Con seis semanas se trasladó a Hummelo con sus padres (Dirk-Jan y Maud Huntelaar) y sus dos hermanos (Niek y Jelle). Con cinco años se unió al equipo de fútbol local - el VV H. en K. - donde estuvo hasta los once años. Durante esta etapa un cazatalentos del Go Ahead Eagles se fijó en él, pero la distancia del trayecto a Deventer evitó que se uniera al club.
Poco después recibió una oferta del De Graafschap y el 6 de abril de 1994 firmó su primer contrato, cuando contaba sólo con once años. Entre los once y los trece años se desempeñó en varias ubicaciones: extremo izquierdo, mediocentro ofensivo, lateral izquierdo, e incluso cancerbero; sólo en su tercer año despuntó como delantero. En la temporada 1997/98 se convirtió en el máximo anotador del De Graafschap C tras anotar 33 tantos en 20 encuentros. En la temporada 1998/99 pasó al equipo B y un año después se convirtió en el máximo anotador de la competición con 31 tantos. Sus estadísticas atrajeron la atención del PSV Eindhoven, que le fichó en verano de 2000.

### PSV Eindhoven
En su primera temporada en el PSV despuntó como delantero en las categorías inferiores del club - donde estaba a las órdenes del técnico Willy van der Kuijlen - anotando 26 tantos en 23 encuentros y convirtiéndose en el máximo anotador de la competición. En la segunda temporada fue promovido al primer equipo, entrenado por Guus Hiddink. El 23 de noviembre de 2002 debutó en la victoria (0-3) de su equipo ante el RBC Roosendaal, sustituyendo en el minuto 76 a Mateja Kežman. No obstante, este sería su único encuentro con el PSV.

### De Graafschap
A comienzos de 2003 el delantero no tenía sitio en el PSV, por lo cual fue cedido a su anterior equipo - el De Graafschap - dónde su tío trabajaba como director financiero. El 8 de febrero debutó oficialmente con el equipo ante el RBC Roosendaal, sustituyendo a Hans van de Haar. El 16 de febrero debutó como titular en la aplastante derrota de su equipo ante el SC Heerenveen (1-5). El 29 de mayo disputó el último encuentro con este club, que concluyó con una derrota (2-1) ante el FC Zwolle y la confirmación del descenso de la Eredivisie. En total disputó nueve encuentros con el De Graafschap - uno como titular y ocho como sustituto - siendo incapaz de anotar; como consecuencia de los malos resultados el equipo decidió no renovarle el contrato.

### AGOVV
En la temporada 2003/04 fue cedido al AGOVV Apeldoorn, equipo recién ascendido a la Eerste Divisie que entrenaba Jurrie Koolhof. Tuvo un inicio muy bueno, anotando en su debut ante el TOP Oss, y marcando una tripleta ante el Heracles Almelo. Finalizó la temporada como máximo anotador de la competición - con 26 goles en 35 encuentros - además de ser nombrado mejor futbolista en la Eerste Divisie. Posteriormente el AGOVV bautizó una de las tribunas del estadio con el nombre de «tribuna Klaas-Jan Huntelaar», en reconocimiento a su entrega al club.

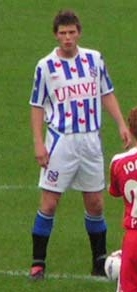
Huntelaar en el Heerenveen.

### SC Heerenveen
Tras concluir la temporada y expirar el contrato que le vinculaba al AGOVV tuvo la oportunidad de firmar un nuevo contrato con el PSV. No obstante, fue el SC Heerenveen el equipo que acabó haciéndose con sus servicios. Inició la temporada 2004/05 anotando en el encuentro que les enfrentaba al AZ, y que concluyó en empate (1-1). En invierno ya había anotado diez tantos en 17 encuentros. Finalizó la temporada con 17 tantos en 31 encuentros, contribuyendo a la clasificación del equipo para la Copa de UEFA. En la temporada 2005-06 firmó un inicio espectacular; antes de abrirse el mercado invernal había marcado 17 tantos en 15 encuentros. Su rendimiento hizo que equipos importantes comenzaran a disputarse su fichaje.

### Ajax Ámsterdam

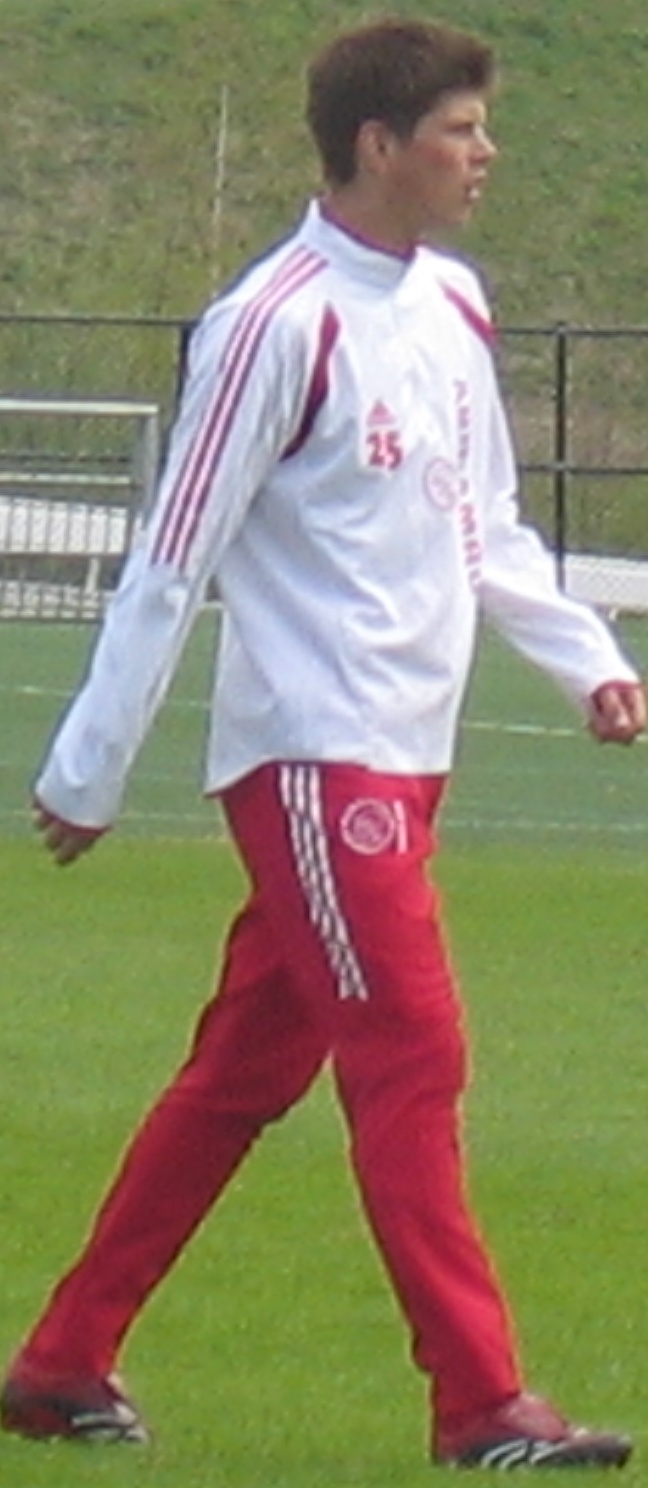
Huntelaar entrenando con el Ajax.

En enero de 2006 el delantero neerlandés firmó con el Ajax de Ámsterdam, el Heerenveen recibió nueve millones de euros más incentivos, aunque el 15% (1.35 millones de euros) del montante económico de la operación fue destinado a las arcas del PSV. Debutó con su nuevo equipo tras las vacaciones navideñas. El 5 de febrero anotó ante su exequipo el SC Heerenveen, en una eliminatoria de la Copa de los Países Bajos. Ese mes anotó 9 tantos en 7 encuentros, incluyendo uno ante el Inter de Milán en su debut en la Liga de Campeones de la UEFA. Finalizó como máximo anotador del Ajax - con 16 tantos en 16 encuentros - a pesar de haberse unido al equipo en enero; asimismo, fue el máximo realizador de la Eredivisie con 33 tantos. En total anotó 44 tantos en 47 encuentros en las tres competiciones que disputó. El Ajax finalizó subcampeón, con lo que tuvo que disputar una serie de eliminatorias para lograr la clasificación para la Liga de Campeones. En dichas eliminatorias fue determinante, ya que anotó consecutivamente en los encuentros ante el Feyenoord y estuvo en la victoria ante el FC Groningen. En las semifinales de la copa neerlandesa anotó de chilena ante el Roda JC y llevó el encuentro al descuento, para imponerse 4-1 con otro tanto suyo en el minuto 109. En la final ante su exequipo - el PSV - anotó los 2 tantos que le dieron la victoria y el título a su equipo (2-1). Fue nombrado futbolista del año en los Países Bajos y mejor futbolista del Ajax (2005/06).

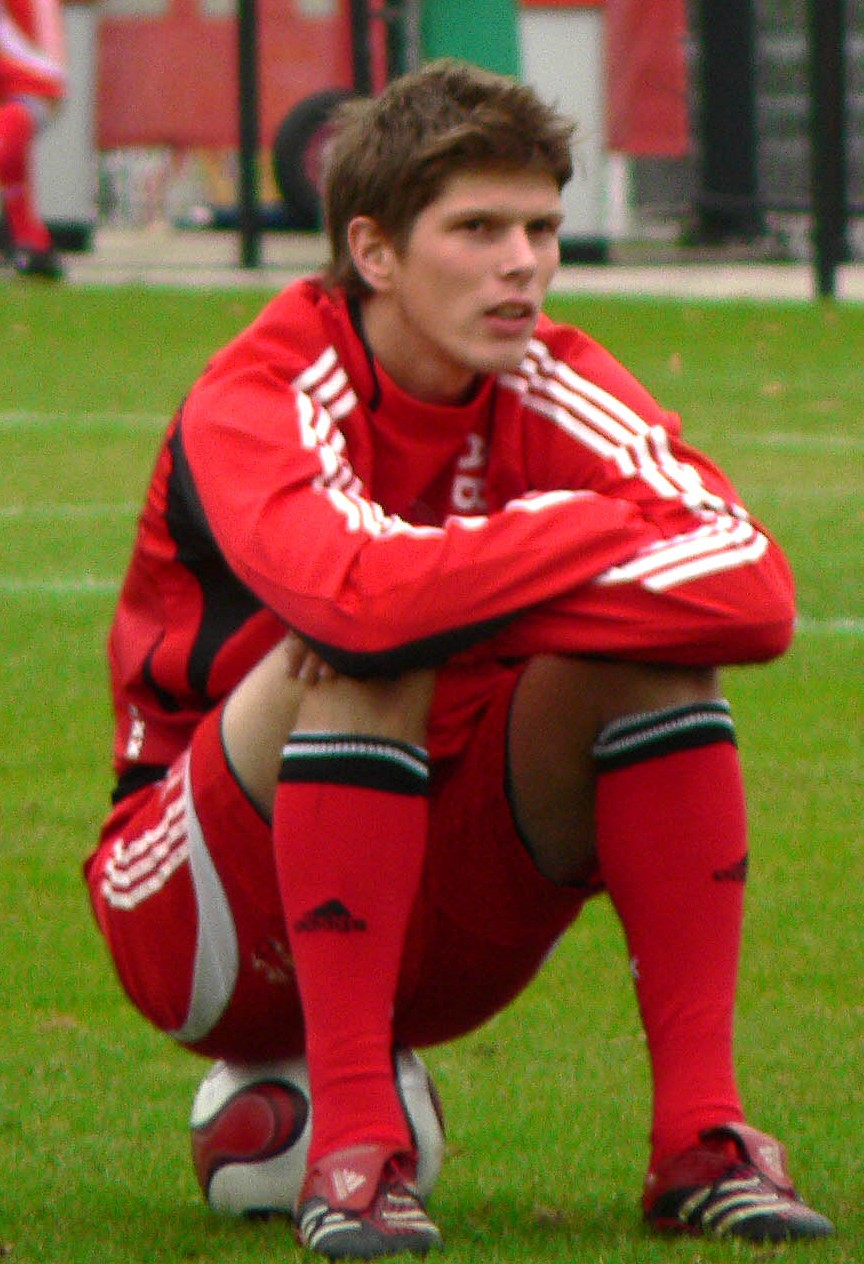
Klaas-Jan Huntelaar sentado sobre la pelota.

Ese verano se convirtió en el primer futbolista en anotar un tanto al Arsenal en el Emirates Stadium, en un encuentro amistoso disputado en honor a Dennis Bergkamp. Fue nombrado vicecapitán del Ajax tras completar su primera temporada en el club. En la eliminatoria que daba la clasificación a la fase final de la Liga de Campeones anotó 2 tantos en el encuentro de ida, disputado en el estadio del Ajax ante el F.C. Copenhague (2-1); no obstante, la derrota de los neerlandeses en Dinamarca (2-0) los eliminó de la competición. El Ajax disputó entonces la Copa de la UEFA, donde anotó 7 tantos en 7 encuentros, incluyendo uno ante el SV Werder Bremen, equipo que les eliminó en la tercera ronda.
En la Eredivisie 2006/07 anotó 21 tantos, lo que no evitó que su equipo volviera a quedar detrás del PSV y que tuviera que disputar de nuevo las eliminatorias que daban acceso a la Liga de Campeones. Anotó 2 tantos en el encuentro de vuelta ante el Heerenveen, quedando la eliminatoria 4-1 y también ganaron 4-2 al AZ Alkmaar logrando la clasificación. En la copa neerlandesa anotó 4 tantos en 6 encuentros, incluyendo el tanto del empate en la final ante el AZ, que concluyó 1-1 tras el tiempo de descuento. Anotó el penalti decisivo (8-7) y revalidó el título. Sumando los tantos de las tres competiciones, concluyó la temporada anotando 36 goles en 51 encuentros.
En la temporada 2007/08 el Ajax volvió a ser eliminado en la fase clasificatoria de la Liga de Campeones; Huntelaar erró un penalti decisivo en el encuentro de ida ante el Slavia Praga. El NK Dinamo Zagreb los eliminó también de la Copa de la UEFA, a pesar de que anotó 2 tantos en los 2 encuentros. En el encuentro inaugural de la temporada anotó 4 tantos en la victoria (8-1) ante su exequipo, el De Graafschap. Tras la retirada de Jaap Stam en octubre de 2007 se convirtió en el capitán del equipo mientras el veterano centrocampista Edgar Davids se recuperaba de una lesión. El 6 de abril anotó su centésimo tanto en la Eredivisie tras una tripleta ante el De Graafschap (4-1). Era el único futbolista en dos décadas y media - a excepción de Dennis Bergkamp y Dirk Kuyt - en alcanzar esta cifra con menos de 25 años. Terminó la temporada con 33 tantos en 34 encuentros, volviendo a convertirse en el máximo anotador de la Eredivisie. Asimismo, fue el único futbolista del Ajax en 21 años - el último había sido Marco van Basten (1986/87) - en anotar en un año 30 tantos en la Eredivisie.
Para la temporada 2008/09 se nombró a Van Basten como nuevo entrenador del equipo, mientras que Huntelaar se convirtió en el nuevo capitán. Anotó 9 tantos en 15 encuentros antes de que - el 9 de noviembre de 2008 - sufriera una lesión durante el encuentro ante el Sparta Róterdam. Estuvo ocho semanas recuperándose hasta que volvió para disputar su último encuentro con el Ajax.

### Real Madrid C. F.

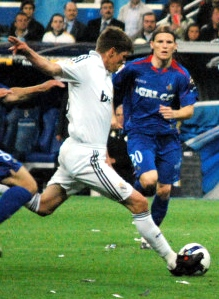
Huntelaar en un partido con el Real Madrid, ante el Getafe.

En diciembre de 2008 el Real Madrid llegó a un acuerdo con el Ajax a fin de hacerse con los servicios del delantero neerlandés. Se unió al Real Madrid en enero de 2009, tras recuperarse de una lesión en el tobillo izquierdo, en una operación que se cerró en 20 millones de euros, más otros siete por objetivos. Debutó oficialmente el 4 de enero, en un encuentro disputado en el Bernabéu ante el Villarreal en el que disputó 56 minutos. Tuvo cuatro apariciones más como sustituto, antes de anotar su primer tanto con el equipo - el 15 de febrero - en la victoria por 0-4 del equipo ante el Sporting de Gijón en El Molinón. El Real Madrid quiso que disputara junto con el otro fichaje, el francés Lassana Diarra, la Liga de Campeones; no obstante, ambos futbolistas habían disputado durante esa temporada la Copa de la UEFA con el Ajax y el Portsmouth respectivamente. Las normas de la UEFA establecían que solo uno de ellos podía ser inscrito antes del 1 de febrero, y el equipo madrileño acabó decantándose por el mediocentro. Concluyó la temporada anotando 8 goles en 20 encuentros, 13 como titular y 7 como suplente.

### A. C. Milan
En el verano de 2009 fue transferido al A. C. Milan a cambio de 18 millones de euros; el delantero firmó un contrato de cuatro años con el equipo italiano. El 14 de agosto debutó con su nuevo equipo durante la disputa de un torneo amistoso, el Trofeo TIM. No pudo disputar el primer encuentro de la temporada con el equipo a causa de una sanción contraída en el último encuentro con el Real Madrid, pero debutó oficialmente el 29 de agosto entrando desde el banco de suplentes; dicho encuentro concluyó con la victoria a domicilio del Internazionale por 0-4. El 29 de noviembre marcó sus dos primeros tantos ante el Catania en los minutos 91 y 93, terminando el encuentro 0-2. A pesar de ello fue cuestionado en varios encuentros y estuvo a punto de ser traspasado, aunque poco después Galliani le pidió calma porque no le iba a dejar marchar. En febrero anotó dos goles al Udinese y otro al Fiorentina. Finalmente disputó 25 partidos en liga, en los cuales anotó 7 goles y fueron terceros con 70 puntos. En la copa disputó 2 partidos, pero fueron eliminados en cuartos de final y en la Liga de Campeones fueron eliminados en octavos de final, en cuya competición disputó 3 encuentros.

### Schalke 04

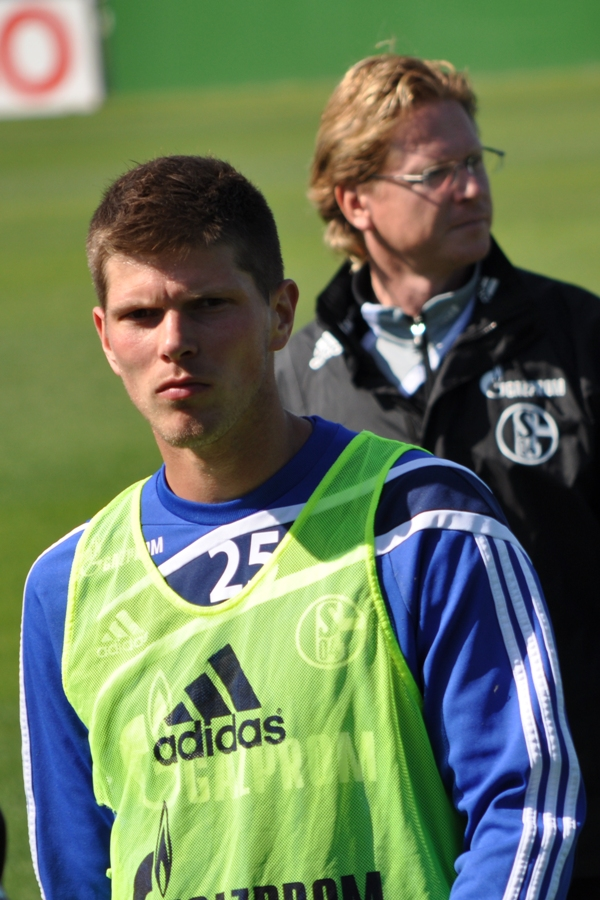
Huntelaar con el Schalke 04.

Tras la llegada de Zlatan Ibrahimović al Milan, fue traspasado al Schalke 04 por una cantidad que ascendió a los 14 millones de euros. En el club alemán coincidió con quienes fueron sus compañeros en el Real Madrid: Raúl y Christoph Metzelder. El 19 de septiembre anotó su primer gol en la derrota de su equipo ante el Borussia Dortmund (3-1). También anotó dos goles en la fase de grupos de la Liga de Campeones 2010-11 ante el Olympique de Lyon, finalizando con tres goles en ocho partidos y llegando hasta semifinales. En la liga finalizaron en 14.º lugar, pero ganaron la Copa de Alemania ante el MSV Duisburg, al que ganaron por 0-5 con dos goles suyos.
En el verano de 2011, por el hecho de haber sido campeón de Copa, disputó la Supercopa de Alemania, ganando su segundo título con el FC Schalke 04 tras imponerse en la tanda de penaltis (4-3) de la final frente al Borussia Dortmund (tiempo reglamentario concluido con 0-0). En el primer partido de la 1. Bundesliga 2011/12 fueron derrotados ante el Stuttgart por 3-0, pero en el siguiente encuentro contra el 1. FC Köln convirtió su primera tripleta. Tras 4 victorias y 3 derrotas Ralf Rangnick fue sustituido por Huub Stevens que retornó al equipo ante el Hamburgo SV el 2 de octubre. Desde entonces el equipo llegó a estar segundo clasificado en la undécima jornada a 4 puntos del líder y Huntelaar máximo goleador junto a Mario Gómez con 13 goles. Al terminar la temporada fue el máximo goleador de la Bundesliga con 29 goles, superando a jugadores como el alemán Mario Gómez, el polaco Robert Lewandowski o el peruano Claudio Pizarro.
Al comienzo de la temporada 2013-14, y ante el VfL Wolfsburg, sufrió una rotura parcial de los ligamentos de la rodilla derecha, con lo que se perdió varios partidos de su equipo. No volvió a jugar hasta finales de enero de 2014, 5 meses más tarde, y debutó con gol frente al Hamburgo.
A finales de 2014 el Schalke anunció que Huntelaar había firmado la renovación de su contrato hasta 2017. El 26 de octubre de 2016 se lesionó en la rodilla y no volvió a jugar hasta enero del siguiente año.

### Retorno al Ajax Ámsterdam
En junio de 2017 el Ajax anunció la vuelta del jugador por una temporada, sustituyendo al delantero Bertrand Traoré. En su primera temporada en esta segunda etapa en el club, Huntelaar anotó 13 goles en liga, destacando el decisivo para imponerse en De Klassieker ante el Feyenoord. A pesar de ello, el Ajax terminó la liga en segundo lugar con cuatro puntos menos que el PSV, aunque se clasificaron para la Champions League de la siguiente temporada.
En la temporada 2018-19 anotó 16 goles en liga con el Ajax, ganando la liga neerlandesa por primera vez en su carrera deportiva. Además, diez días antes ganó la copa neerlandesa tras vencer al Willem II por 0-4, con dos goles suyos. Además, fue fundamental para que el Ajax llegara a semifinales de la Liga de Campeones de aquella temporada, con 4 goles en fases previas y dos asistencias ante el Bayern Múnich en fase de grupos.
En la temporada 2019-20 disputó 18 partidos en liga, anotando 9 goles. Con dos de ellos, ante el FC Twente, llegó a 150 goles con la camiseta del club neerlandés. Tras 25 partidos disputados, el Ajax era el primer clasificado de la liga, pero esta tuvo que cancelarse por la pandemia de COVID-19.
En junio de 2020 se anunció su renovación con el Ajax hasta 2021, a pesar de que el club no había renovado su contrato en abril.

### Retorno al Schalke 04 y retirada
El 19 de enero de 2021 se hizo oficial su vuelta al Schalke 04 alemán. Allí terminaría su carrera, ya que unas semanas atrás había anunciado su retirada una vez finalizara la temporada.

## Selección nacional

### Selecciones inferiores

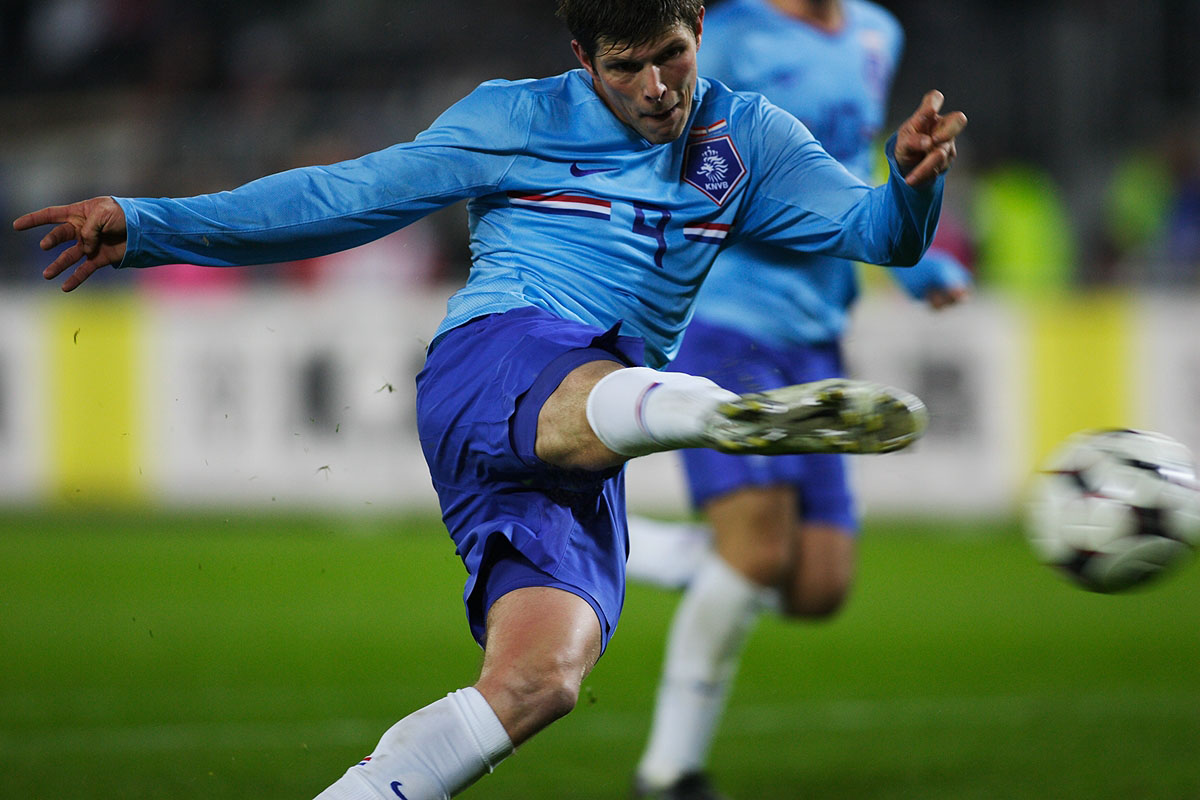
Huntelaar durante un encuentro con su selección.

En 2000 disputó el Campeonato Europeo Sub-17 de la UEFA en Israel, y tras ser segundos de grupo tras Alemania consiguieron el tercer puesto, tras ganar a Rusia y la República Checa, anotando 2 goles en 5 partidos. Con la selección sub-18 disputó un partido y con la sub-19 un total de 20 en los que anotó 8 goles. En 2001 el seleccionador neerlandés Louis van Gaal le convocó para la Copa Mundial de Fútbol Juvenil de 2001. Durante el campeonato disputó cuatro partidos y anotó dos tantos, antes de que Egipto les eliminara en cuartos de final. En total con la selección sub-20 disputó 9 partidos y anotó 2 goles.
Tras anotar 44 tantos con el Ajax de Ámsterdam y el SC Heerenveen en 47 encuentros durante la temporada 2005/06, fue convocado con los Países Bajos durante las rondas clasificatorias de la Copa Mundial de Fútbol de 2006. Tras no clasificarse para disputar la competición fue a la Eurocopa Sub-21 de 2006, que se celebró en Portugal. En la clasificatoria marcó 10 goles en 12 partidos, y en la fase final anotó 4 en 5 partidos, siendo el máximo anotador del campeonato. Los goles más importantes fueron los dos en la victoria final ante Ucrania por 3-0, obteniendo así el título sub-21. Fue nombrado como uno de los dos delanteros que conformaban el once ideal, y se convirtió en el máximo anotador de la historia de la selección neerlandesa sub-21, con 18 tantos en 22 encuentros.

### Selección absoluta

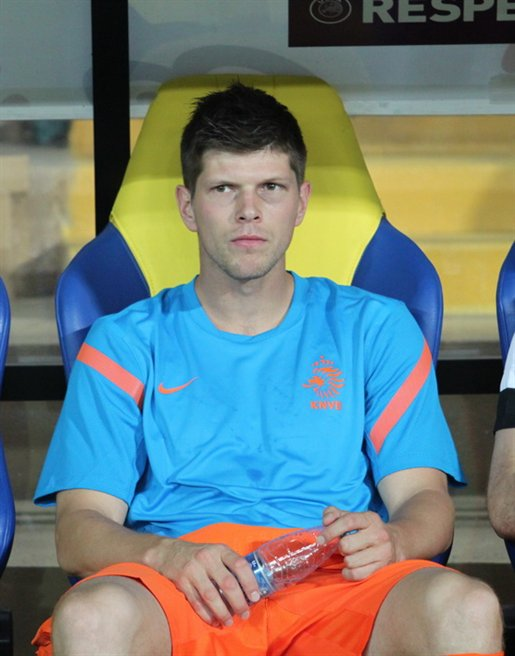
Huntelaar en la Eurocopa 2012.

Tras sus éxitos con la sub-21, el seleccionador neerlandés Marco van Basten le convocó con el combinado absoluto en un amistoso contra Irlanda. El delantero debutó con victoria y realizó un excelente encuentro, anotando dos tantos y dando dos asistencias (0-4). Con ello se convirtió en el único futbolista en anotar en su debut desde Dick Nanninga (1978).
Tras estar ausente en unas cuantas convocatorias, Van Basten volvió a llamarle en octubre de 2007, cuando la selección neerlandesa disputaba la fase clasificatoria de la Eurocopa de 2008 ante Rumanía y Eslovenia. Debido a una sanción de Van Nistelrooy salió como titular en el encuentro ante Eslovenia, anotando su primer tanto oficial con la selección, que se impuso 2-0. Fue convocado con el equipo que disputó la Eurocopa de 2008, anotando en el único encuentro que disputó ante Rumanía (2-0). Tras la renuncia de Van Nistelrooy a continuar compitiendo con los Países Bajos, se convirtió en la mejor opción del seleccionador - Bert van Marwijk - ante el encuentro contra Islandia, en el que volvió a anotar (2-0). Como internacional absoluto ha marcado 21 tantos en 38 encuentros.
Fue convocado para disputar el Mundial de Sudáfrica 2010, donde jugó 4 partidos anotando 1 gol, el de la victoria por 1-2 en el partido ante la Selección de fútbol de Camerún en la fase de grupos. Su última aparición en dicha competición fue en el partido de cuartos de final que su selección disputó ante Brasil, saltando al campo a falta de 8 minutos para la conclusión del partido y donde ganaron por 2-1 logrando el pase a semifinales.
El 29 de febrero de 2012 sufrió un accidente con la selección en un amistoso contra Inglaterra, cuando anotó su gol número 31 con la selección, su cabeza chocó con la de un defensor, dejándolo inconsciente por unos segundos.
El 13 de mayo de 2014, Huntelaar fue incluido por el entrenador de la selección de los Países Bajos, Louis van Gaal, en la lista preliminar de 30 jugadores que representarían a ese país en la Copa Mundial de Fútbol de 2014 en Brasil. Finalmente fue confirmado en la nómina definitiva de 23 jugadores que viajaron a Brasil el 31 de mayo, haciendo de este el segundo Mundial en el que participó.

#### Participaciones en Copas del Mundo
| Mundial                               | Sede      | Resultado        | Partidos | Goles |
| ------------------------------------- | --------- | ---------------- | -------- | ----- |
| Copa Mundial de Fútbol Sub-20 de 2001 | Argentina | Cuartos de final | 4        | 2     |
| Copa Mundial de Fútbol de 2010        | Sudáfrica | Subcampeón       | 4        | 1     |
| Copa Mundial de Fútbol de 2014        | Brasil    | Tercer puesto    | 3        | 1     |

#### Participaciones en Eurocopas
| Edición                   | Sede              | Resultado        | Partidos | Goles |
| ------------------------- | ----------------- | ---------------- | -------- | ----- |
| Campeonato Sub-17 de 2000 | Israel            | Semifinales      | 5        | 2     |
| Eurocopa Sub-21 de 2006   | Portugal          | Campeón          | 5        | 4     |
| Eurocopa 2008             | Austria y Suiza   | Cuartos de final | 4        | 1     |
| Eurocopa 2012             | Polonia y Ucrania | Primera ronda    | 3        | 0     |

### Goles internacionales
| #  | Fecha                    | Lugar                            | Oponente            | Marcador | Resultado | Competición           |
| -- | ------------------------ | -------------------------------- | ------------------- | -------- | --------- | --------------------- |
| 1  | 16 de agosto de 2006     | Lansdowne Road, Irlanda          | Irlanda             | 0–1      | 0–4       | Amistoso              |
| 2  | 16 de agosto de 2006     | Lansdowne Road, Irlanda          | Irlanda             | 0–3      | 0–4       | Amistoso              |
| 3  | 17 de octubre de 2007    | Philips Stadion, Países Bajos    | Eslovenia           | 2–0      | 2–0       | Clasif. Eurocopa 2008 |
| 4  | 6 de febrero de 2008     | Estadio Poljud, Croacia          | Croacia             | 0–2      | 0–3       | Amistoso              |
| 5  | 26 de marzo de 2008      | Estadio Ernst Happel, Austria    | Austria             | 3–1      | 3–4       | Amistoso              |
| 6  | 26 de marzo de 2008      | Estadio Ernst Happel, Austria    | Austria             | 3–4      | 3–4       | Amistoso              |
| 7  | 24 de mayo de 2008       | Stadion Feijenoord, Países Bajos | Ucrania             | 2–0      | 3–0       | Amistoso              |
| 8  | 17 de junio de 2008      | Stade de Suisse, Suiza           | Rumania             | 1–0      | 2–0       | Eurocopa 2008         |
| 9  | 6 de septiembre de 2008  | Philips Stadion, Países Bajos    | Australia           | 1–0      | 12–2      | Amistoso              |
| 10 | 11 de octubre de 2008    | Stadion Feijenoord, Países Bajos | Islandia            | 2–0      | 2–0       | Clasif. Mundial 2010  |
| 11 | 11 de febrero de 2009    | Estadio 7 de noviembre, Túnez    | Túnez               | 0–1      | 1–1       | Amistoso              |
| 12 | 28 de marzo de 2009      | Ámsterdam Arena, Países Bajos    | Escocia             | 1–0      | 3–0       | Clasif. Mundial 2010  |
| 13 | 1 de abril de 2009       | Ámsterdam Arena, Países Bajos    | Macedonia del Norte | 1–0      | 3–0       | Clasif. Mundial 2010  |
| 14 | 5 de septiembre de 2009  | De Grolsch Veste, Países Bajos   | Japón               | 3–0      | 3–0       | Amistoso              |
| 15 | 3 de marzo de 2010       | Ámsterdam Arena, Países Bajos    | Estados Unidos      | 2–0      | 2–1       | Amistoso              |
| 16 | 24 de junio de 2010      | Estadio Green Point, Sudáfrica   | Camerún             | 2–1      | 2–1       | Copa Mundial de 2010  |
| 17 | 3 de septiembre de 2010  | Estadio Olímpico, San Marino     | San Marino          | 0–2      | 0–5       | Clasif. Eurocopa 2012 |
| 18 | 3 de septiembre de 2010  | Estadio Olímpico, San Marino     | San Marino          | 0–3      | 0–5       | Clasif. Eurocopa 2012 |
| 19 | 3 de septiembre de 2010  | Estadio Olímpico, San Marino     | San Marino          | 0–4      | 0–5       | Clasif. Eurocopa 2012 |
| 20 | 7 de septiembre de 2010  | Stadion Feyenoord, Países Bajos  | Finlandia           | 1–0      | 2–1       | Clasif. Eurocopa 2012 |
| 21 | 7 de septiembre de 2010  | Stadion Feyenoord, Países Bajos  | Finlandia           | 2–0      | 2–1       | Clasif. Eurocopa 2012 |
| 22 | 8 de octubre de 2010     | Estadio Zimbru, Moldavia         | Moldavia            | 0–1      | 0–1       | Clasif. Eurocopa 2012 |
| 23 | 12 de octubre de 2010    | Ámsterdam Arena, Países Bajos    | Suecia              | 1–0      | 4–1       | Clasif. Eurocopa 2012 |
| 24 | 12 de octubre de 2010    | Ámsterdam Arena, Países Bajos    | Suecia              | 3–0      | 4–1       | Clasif. Eurocopa 2012 |
| 25 | 17 de noviembre de 2010  | Ámsterdam Arena, Países Bajos    | Turquía             | 1–0      | 1–0       | Amistoso              |
| 26 | 9 de febrero de 2011     | Philips Stadion, Países Bajos    | Austria             | 0–2      | 0–5       | Amistoso              |
| 27 | 7 de septiembre de 2011  | Philips Stadion, Países Bajos    | San Marino          | 5–0      | 11–0      | Clasif. Eurocopa 2012 |
| 28 | 7 de septiembre de 2011  | Philips Stadion, Países Bajos    | San Marino          | 8–0      | 11–0      | Clasif. Eurocopa 2012 |
| 29 | 7 de octubre de 2011     | Stadion Feyenoord, Países Bajos  | Moldavia            | 1–0      | 1–0       | Clasif. Eurocopa 2012 |
| 30 | 11 de octubre de 2011    | Råsunda Stadium, Suecia          | Suecia              | 1–1      | 3–2       | Clasif. Eurocopa 2012 |
| 31 | 29 de febrero de 2012    | Wembley Stadium, Inglaterra      | Inglaterra          | 0–2      | 2–3       | Amistoso              |
| 32 | 15 de agosto de 2012     | Estadio Rey Balduino, Bélgica    | Bélgica             | 1–2      | 4–2       | Amistoso              |
| 33 | 11 de septiembre de 2012 | Estadio Ferenc Puskás, Hungría   | Hungría             | 1–4      | 1–4       | Clasif. Mundial 2014  |
| 34 | 12 de octubre de 2012    | Stadion Feyenoord, Países Bajos  | Andorra             | 2–0      | 3–0       | Clasif. Mundial 2014  |
| 35 | 29 de junio de 2014      | Estadio Castelao, Brasil         | México              | 1–2      | 1–2       | Copa Mundial de 2014  |
| 36 | 10 de octubre de 2014    | Stadion Feyenoord, Países Bajos  | Kazajistán          | 1–1      | 3–1       | Clasif. Eurocopa 2016 |
| 37 | 16 de noviembre de 2014  | Stadion Feyenoord, Países Bajos  | Letonia             | 3–0      | 6–0       | Clasif. Eurocopa 2016 |
| 38 | 16 de noviembre de 2014  | Stadion Feyenoord, Países Bajos  | Letonia             | 6–0      | 6–0       | Clasif. Eurocopa 2016 |
| 39 | 28 de marzo de 2015      | Stadion Feyenoord, Países Bajos  | Turquía             | 1–1      | 1–1       | Clasif. Eurocopa 2016 |
| 40 | 5 de junio de 2015       | Stadion Feyenoord, Países Bajos  | Estados Unidos      | 1–0      | 3–4       | Amistoso              |
| 41 | 5 de junio de 2015       | Stadion Feyenoord, Países Bajos  | Estados Unidos      | 2–1      | 3–4       | Amistoso              |
| 42 | 13 de octubre de 2015    | Stadion Feyenoord, Países Bajos  | República Checa     | 1–3      | 2–3       | Clasif. Eurocopa 2016 |

## Estadísticas

### Clubes
| PSV Eindhoven · Países Bajos |               |               |     |     |    |    |    |    |     |    |     |     |     |      |      |
| 1.ª | 2002-03       | 1             | 0   | 0   | —  | —  | —  | —  | —   | —  | 1   | 0   | 0   | 0,00 |      |
| Total club | Total club    | 1             | 0   | 0   | 0  | 0  | 0  | 0  | 0   | 0  | 1   | 0   | 0   | 0,00 |      |
| De Graafschap · Países Bajos |               |               |     |     |    |    |    |    |     |    |     |     |     |      |      |
| 1.ª | 2002-03       | 9             | 0   | 0   | 1  | 0  | 0  | —  | —   | —  | 10  | 0   | 0   | 0,00 |      |
| Total club | Total club    | 9             | 0   | 0   | 1  | 0  | 0  | 0  | 0   | 0  | 10  | 0   | 0   | 0,00 |      |
| AGOVV Apeldoorn · Países Bajos |               |               |     |     |    |    |    |    |     |    |     |     |     |      |      |
| 2.ª | 2003-04       | 35            | 26  | 6   | 2  | 1  | 0  | —  | —   | —  | 37  | 27  | 6   | 0,73 |      |
| Total club | Total club    | 35            | 26  | 6   | 2  | 1  | 0  | 0  | 0   | 0  | 37  | 27  | 6   | 0,73 |      |
| SC Heerenveen · Países Bajos |               |               |     |     |    |    |    |    |     |    |     |     |     |      |      |
| 1.ª | 2004-05       | 31            | 17  | 2   | 1  | 0  | 0  | 7  | 3   | 0  | 39  | 20  | 2   | 0,51 |      |
| 1.ª | 2005-06       | 15            | 17  | 1   | 1  | 1  | 1  | 6  | 2   | 0  | 22  | 20  | 2   | 0,91 |      |
| Total club | Total club    | 46            | 34  | 3   | 2  | 1  | 1  | 13 | 5   | 0  | 61  | 40  | 4   | 0,66 |      |
| Ajax de Ámsterdam · Países Bajos |               |               |     |     |    |    |    |    |     |    |     |     |     |      |      |
| 1.ª | 2005-06       | 16            | 16  | 1   | 7  | 7  | 1  | 2  | 1   | 0  | 25  | 24  | 2   | 0,96 |      |
| 1.ª | 2006-07       | 32            | 21  | 7   | 10 | 6  | 3  | 9  | 9   | 0  | 51  | 36  | 10  | 0,71 |      |
| 1.ª | 2007-08       | 34            | 33  | 8   | 7  | 1  | 0  | 4  | 2   | 2  | 45  | 36  | 10  | 0,80 |      |
| 1.ª | 2008-09       | 10            | 6   | 1   | 1  | 1  | 1  | 4  | 2   | 1  | 15  | 9   | 3   | 0,60 |      |
| Real Madrid CF · España |               |               |     |     |    |    |    |    |     |    |     |     |     |      |      |
| 1.ª | 2008-09       | 20            | 8   | 1   | —  | —  | —  | —  | —   | —  | 20  | 8   | 1   | 0,40 |      |
| Total club | Total club    | 20            | 8   | 1   | 0  | 0  | 0  | 0  | 0   | 0  | 20  | 8   | 1   | 0,40 |      |
| AC Milan · Italia |               |               |     |     |    |    |    |    |     |    |     |     |     |      |      |
| 1.ª | 2009-10       | 25            | 7   | 0   | 2  | 0  | 0  | 3  | 0   | 0  | 30  | 7   | 0   | 0,23 |      |
| Total club | Total club    | 25            | 7   | 0   | 2  | 0  | 0  | 3  | 0   | 0  | 30  | 7   | 0   | 0,23 |      |
| Schalke 04 · Alemania |               |               |     |     |    |    |    |    |     |    |     |     |     |      |      |
| 1.ª | 2010-11       | 24            | 8   | 0   | 3  | 2  | 1  | 8  | 3   | 0  | 35  | 13  | 1   | 0,37 |      |
| 1.ª | 2011-12       | 32            | 29  | 8   | 4  | 5  | 1  | 12 | 14  | 2  | 48  | 48  | 11  | 1,00 |      |
| 1.ª | 2012-13       | 26            | 10  | 4   | 2  | 2  | 0  | 7  | 4   | 1  | 35  | 16  | 5   | 0,46 |      |
| 1.ª | 2013-14       | 18            | 12  | 0   | 1  | 1  | 1  | 2  | 1   | 0  | 21  | 14  | 1   | 0,67 |      |
| 1.ª | 2014-15       | 28            | 9   | 3   | 1  | 0  | 0  | 8  | 5   | 0  | 37  | 15  | 3   | 0,41 |      |
| 1.ª | 2015-16       | 31            | 12  | 3   | 2  | 1  | 0  | 7  | 3   | 2  | 40  | 16  | 5   | 0,40 |      |
| 1.ª | 2016-17       | 16            | 2   | 0   | 3  | 2  | 1  | 5  | 1   | 0  | 24  | 5   | 1   | 0,21 |      |
| Total club | Total club    | 175           | 82  | 18  | 16 | 13 | 4  | 49 | 31  | 5  | 240 | 126 | 27  | 0,53 |      |
| Ajax de Ámsterdam · Países Bajos |               |               |     |     |    |    |    |    |     |    |     |     |     |      |      |
| 1.ª | 2017-18       | 28            | 13  | 5   | 1  | 0  | 0  | 3  | 0   | 0  | 32  | 13  | 5   | 0,41 |      |
| 1.ª | 2018-19       | 28            | 16  | 3   | 4  | 3  | 1  | 11 | 4   | 2  | 43  | 23  | 6   | 0,54 |      |
| 1.ª | 2019-20       | 13            | 8   | 2   | 1  | 0  | 0  | 8  | 1   | 1  | 22  | 9   | 3   | 0,41 |      |
| Total club | Total club    | 161           | 113 | 27  | 31 | 18 | 6  | 41 | 19  | 6  | 233 | 150 | 39  | 0,64 |      |
| Total carrera | Total carrera | Total carrera | 472 | 270 | 55 | 54 | 33 | 11 | 106 | 55 | 11  | 632 | 358 | 77   | 0,57 |
| (1) Incluye datos de la Copa Italia (2010); Copa de Alemania / Supercopa de Alemania (2010-17); Play-Offs Europa League / Supercopa de los Países Bajos (2006-18); Copa de los Países Bajos (2003-Act.). (2) Incluye datos de la Liga de Campeones de la UEFA (2006-19); Copa de la UEFA/Liga Europa de la UEFA (2004-Act.). (3) Media de goles por encuentro. No incluye goles en partidos amistosos. |               |               |     |     |    |    |    |    |     |    |     |     |     |      |      |

### Selecciones
| Selección | Temporada     | Amistosos | Amistosos | Amistosos | Europa(1) | Europa(1) | Europa(1) | Mundial | Mundial | Mundial | Total | Total | Total  | Media goleadora |
| Selección | Temporada     | Part.     | Goles     | Asist.    | Part.     | Goles     | Asist.    | Part.   | Goles   | Asist.  | Part. | Goles | Asist. | Media goleadora |
| --- | ------------- | --------- | --------- | --------- | --------- | --------- | --------- | ------- | ------- | ------- | ----- | ----- | ------ | --------------- |
| Sub-17 · Países Bajos | 2000          | 2         | 0         | 1         | 4         | 3         | 0         | —       | —       | —       | 6     | 5     | 1      | 0,50            |
| Sub-17 · Países Bajos | Total         | 2         | 0         | 1         | 4         | 3         | 0         | 0       | 0       | 0       | 6     | 3     | 1      | 0,50            |
| Sub-19 · Países Bajos | 2000          | 5         | 2         | 1         | 4         | 3         | 1         | —       | —       | —       | 9     | 5     | 2      | 0,56            |
| Sub-19 · Países Bajos | 2001          | 3         | 0         | 0         | 3         | 2         | 2         | —       | —       | —       | 6     | 2     | 2      | 0,33            |
| Sub-19 · Países Bajos | 2002          | 3         | 0         | 1         | 2         | 1         | 0         | —       | —       | —       | 5     | 1     | 1      | 0,29            |
| Sub-19 · Países Bajos | Total         | 11        | 2         | 2         | 9         | 6         | 3         | 0       | 0       | 0       | 20    | 8     | 5      | 0,40            |
| Sub-18 · Países Bajos | 2001          | 2         | 1         | 0         | —         | —         | —         | —       | —       | —       | 2     | 1     | 0      | 0,50            |
| Sub-18 · Países Bajos | Total         | 2         | 1         | 0         | 0         | 0         | 0         | 0       | 0       | 0       | 2     | 1     | 0      | 0,50            |
| Sub-20 · Países Bajos | 2001          | 5         | 1         | 1         | —         | —         | —         | 4       | 2       | 1       | 9     | 3     | 2      | 0,33            |
| Sub-20 · Países Bajos | Total         | 5         | 1         | 1         | 0         | 0         | 0         | 4       | 2       | 1       | 9     | 3     | 2      | 0,33            |
| Sub-21 · Países Bajos | 2002          | 1         | 0         | 0         | —         | —         | —         | —       | —       | —       | 1     | 0     | 0      | 0,00            |
| Sub-21 · Países Bajos | 2003          | 1         | 0         | 0         | —         | —         | —         | —       | —       | —       | 1     | 0     | 0      | 0,00            |
| Sub-21 · Países Bajos | 2004          | 3         | 4         | 1         | 3         | 1         | 0         | —       | —       | —       | 6     | 5     | 1      | 0,83            |
| Sub-21 · Países Bajos | 2005          | —         | —         | —         | 9         | 9         | 4         | —       | —       | —       | 9     | 9     | 4      | 1,00            |
| Sub-21 · Países Bajos | 2006          | 1         | 0         | 0         | 5         | 4         | 1         | —       | —       | —       | 6     | 4     | 1      | 0,67            |
| Sub-21 · Países Bajos | Total         | 6         | 4         | 1         | 17        | 14        | 5         | 0       | 0       | 0       | 23    | 18    | 6      | 0,78            |
| Absoluta · Países Bajos | 2006          | 2         | 2         | 2         | 2         | 0         | 1         | —       | —       | —       | 4     | 2     | 3      | 0,50            |
| Absoluta · Países Bajos | 2007          | 3         | 0         | 0         | 2         | 1         | 0         | —       | —       | —       | 5     | 1     | 0      | 0,20            |
| Absoluta · Países Bajos | 2008          | 5         | 5         | 0         | 4         | 2         | 1         | —       | —       | —       | 9     | 7     | 1      | 0,78            |
| Absoluta · Países Bajos | 2009          | 6         | 2         | 0         | 5         | 2         | 0         | —       | —       | —       | 11    | 4     | 0      | 0,36            |
| Absoluta · Países Bajos | 2010          | 4         | 2         | 0         | 4         | 8         | 1         | 4       | 1       | 0       | 12    | 11    | 1      | 0,92            |
| Absoluta · Países Bajos | 2011          | 4         | 1         | 0         | 4         | 4         | 2         | —       | —       | —       | 8     | 5     | 2      | 0,63            |
| Absoluta · Países Bajos | 2012          | 6         | 3         | 0         | 5         | 2         | 1         | —       | —       | —       | 11    | 5     | 1      | 0,46            |
| Absoluta · Países Bajos | 2013          | 1         | 0         | 0         | —         | —         | —         | —       | —       | —       | 1     | 0     | 0      | 0,00            |
| Absoluta · Países Bajos | 2014          | 3         | 0         | 0         | 3         | 3         | 0         | 3       | 1       | 1       | 9     | 4     | 1      | 0,44            |
| Absoluta · Países Bajos | 2015          | 2         | 2         | 1         | 5         | 2         | 1         | —       | —       | —       | 7     | 4     | 2      | 0,57            |
| Absoluta · Países Bajos | Total         | 36        | 17        | 3         | 34        | 24        | 7         | 7       | 2       | 1       | 77    | 43    | 11     | 0,56            |
| Total carrera | Total carrera | 62        | 25        | 8         | 64        | 47        | 15        | 11      | 4       | 2       | 137   | 76    | 25     | 0,56            |
| (1) Incluye los partidos de la Eurocopa Sub-17 (2000); Eurocopa Sub-19 (2000-02); Eurocopa Sub-21 (2004-06); Eurocopa / Clasificatorias Europeas (2006-15). |               |           |           |           |           |           |           |         |         |         |       |       |        |                 |

### Resumen estadístico
| Competición           | Partidos | Goles | Promedio | Asistencias | Promedio | Goles y asistencias | Promedio |
| --------------------- | -------- | ----- | -------- | ----------- | -------- | ------------------- | -------- |
| Primera División      | 437      | 244   | 0,56     | 49          | 0,11     | 293                 | 0,67     |
| Segunda División      | 35       | 26    | 0,74     | 6           | 0,17     | 32                  | 0,91     |
| Copas nacionales      | 54       | 33    | 0,61     | 11          | 0,20     | 44                  | 0,82     |
| Copas internacionales | 106      | 55    | 0,52     | 11          | 0,10     | 66                  | 0,62     |
| Selección absoluta    | 77       | 43    | 0,56     | 11          | 0,14     | 54                  | 0,70     |
| Selección sub-21      | 23       | 18    | 0,78     | 6           | 0,26     | 24                  | 1,04     |
| Selección sub-20      | 9        | 3     | 0,33     | 2           | 0,22     | 5                   | 0,56     |
| Selección sub-19      | 20       | 8     | 0,40     | 5           | 0,25     | 13                  | 0,65     |
| Selección sub-18      | 2        | 1     | 0,50     | 0           | 0,00     | 1                   | 0,50     |
| Selección sub-17      | 6        | 3     | 0,50     | 1           | 0,17     | 4                   | 0,67     |
| Total                 | 769      | 434   | 0,56     | 102         | 0,13     | 536                 | 0,70     |

### Hat-tricks
| 1  | 22 de agosto de 2003     | Polman Stadion, Almelo             | Heracles Almelo - AGOVV Apeldoorn |  | 2 - 4  | Eerste Divisie 2003-04         |
| 2  | 19 de septiembre de 2003 | Sportpark Berg & Bos, Apeldoorn    | AGOVV Apeldoorn - SC Veendam      |  | 4 - 2  | Eerste Divisie 2003-04         |
| 3  | 12 de abril de 2004      | Sportpark Berg & Bos, Apeldoorn    | AGOVV Apeldoorn - HFC Haarlem     |  | 5 - 2  | Eerste Divisie 2003-04         |
| 4  | 22 de abril de 2005      | Abe Lenstra Stadion, Heerenveen    | SC Heerenveen - RBC Roosendaal    |  | 7 - 1  | Eredivisie 2004-05             |
| 5  | 29 de septiembre de 2005 | Abe Lenstra Stadion, Heerenveen    | SC Heerenveen - Baník Ostrava     |  | 5 - 0  | Copa de la UEFA 2005-06        |
| 6  | 15 de octubre de 2005    | Rat Verlegh, Breda                 | NAC Breda - SC Heerenveen         |  | 0 - 3  | Eredivisie 2005-06             |
| 7  | 19 de febrero de 2006    | Ámsterdam Arena, Ámsterdam         | AFC Ajax - RBC Roosendaal         |  | 6 - 0  | Eredivisie 2005-06             |
| 8  | 5 de marzo de 2006       | Ámsterdam Arena, Ámsterdam         | AFC Ajax - Sparta Róterdam        |  | 6 - 0  | Eredivisie 2005-06             |
| 9  | 17 de diciembre de 2007  | Stadion Woudestein, Róterdam       | SBV Excelsior - AFC Ajax          |  | 1 - 3  | Eredivisie 2006-07             |
| 10 | 11 de marzo de 2007      | Arke Stadion, Enschede             | FC Twente - AFC Ajax              |  | 1 - 4  | Eredivisie 2006-07             |
| 11 | 19 de agosto de 2007     | De Vijverberg, Doetinchem          | De Graafschap - AFC Ajax          |  | 1 - 8  | Eredivisie 2007-08             |
| 12 | 6 de abril de 2008       | Ámsterdam Arena, Ámsterdam         | AFC Ajax - De Graafschap          |  | 4 - 1  | Eredivisie 2007-08             |
| 13 | 3 de septiembre de 2010  | Olímpico de San Marino, Serravalle | San Marino - Países Bajos         |  | 0 - 5  | Clasificatorias Eurocopa 2012  |
| 14 | 31 de julio de 2011      | Mage Solar Stadion, Friburgo       | FC Teningen - Schalke 04          |  | 1 - 11 | Copa de Alemania 2011-12       |
| 15 | 13 de agosto de 2011     | Veltins-Arena, Gelsenkirchen       | Schalke 04 - 1. FC Köln           |  | 5 - 1  | 1. Bundesliga 2011-12          |
| 16 | 25 de agosto de 2011     | Veltins-Arena, Gelsenkirchen       | Schalke 04 - HJK Helsinki         |  | 6 - 1  | Liga Europa de la UEFA 2011-12 |
| 17 | 23 de febrero de 2012    | Veltins-Arena, Gelsenkirchen       | Schalke 04 - FC Viktoria Plzeň    |  | 3 - 1  | Liga Europa de la UEFA 2011-12 |
| 18 | 15 de marzo de 2012      | Veltins-Arena, Gelsenkirchen       | Schalke 04 - FC Twente            |  | 4 - 1  | Liga Europa de la UEFA 2011-12 |
| 19 | 28 de abril de 2013      | Veltins-Arena, Gelsenkirchen       | Schalke 04 - Hamburgo SV          |  | 4 - 1  | 1. Bundesliga 2012-13          |
| 20 | 8 de marzo de 2014       | Veltins-Arena, Gelsenkirchen       | Schalke 04 - TSG 1899 Hoffenheim  |  | 4 - 0  | 1. Bundesliga 2013-14          |
| 21 | 29 de noviembre de 2014  | Veltins-Arena, Gelsenkirchen       | Schalke 04 - 1. FSV Maguncia 05   |  | 4 - 1  | 1. Bundesliga 2014-15          |
| 22 | 13 de abril de 2019      | Ámsterdam Arena, Ámsterdam         | AFC Ajax - Excelsior Róterdam     |  | 6 - 2  | Eredivisie 2018-19             |

## Palmarés

### Campeonatos nacionales
| Título                        | Club              | País         | Año  |
| ----------------------------- | ----------------- | ------------ | ---- |
| Copa de los Países Bajos      | Ajax de Ámsterdam | Países Bajos | 2006 |
| Supercopa de los Países Bajos | Ajax de Ámsterdam | Países Bajos | 2006 |
| Copa de los Países Bajos      | Ajax de Ámsterdam | Países Bajos | 2007 |
| Supercopa de los Países Bajos | Ajax de Ámsterdam | Países Bajos | 2007 |
| Copa de Alemania              | Schalke 04        | Alemania     | 2011 |
| Supercopa de Alemania         | Schalke 04        | Alemania     | 2011 |
| Copa de los Países Bajos      | Ajax de Ámsterdam | Países Bajos | 2019 |
| Eredivisie                    | Ajax de Ámsterdam | Países Bajos | 2019 |
| Supercopa de los Países Bajos | Ajax de Ámsterdam | Países Bajos | 2019 |
| Eredivisie                    | Ajax de Ámsterdam | Países Bajos | 2021 |

### Campeonatos internacionales
| Título          | Equipo                    | Sede     | Año  |
| --------------- | ------------------------- | -------- | ---- |
| Eurocopa Sub-21 | Selección de Países Bajos | Portugal | 2006 |

### Distinciones individuales
| Distinción                                                           | Año  |
| -------------------------------------------------------------------- | ---- |
| Máximo goleador de la Eerste Divisie (26 goles)                      | 2004 |
| Jugador del año de la Eerste Divisie                                 | 2004 |
| Máximo goleador de la Eredivisie (33 goles)                          | 2006 |
| Talento del año en los Países Bajos                                  | 2006 |
| Mejor jugador de la Eurocopa sub-21                                  | 2006 |
| Máximo goleador de la Eurocopa sub-21                                | 2006 |
| Máximo goleador de Torneos de Primera División según la IFFHS        | 2006 |
| Máximo goleador de la Eredivisie (33 goles)                          | 2008 |
| Bota de Bronce                                                       | 2008 |
| 2.º Máximo goleador de Torneos de Primera División según la IFFHS    | 2008 |
| Máximo goleador de la Clasificación para la Eurocopa 2012 (12 goles) | 2012 |
| Máximo goleador de la Bundesliga (29 goles)                          | 2012 |

## Familia
El 8 de abril del 2009 Klaas-Jan Huntelaar tuvo un niño nacido en Madrid. Su segundo hijo, llamado Axel, nació el 20 de julio de 2011. El 6 de agosto de 2013 se convirtió nuevamente en padre, esta vez de una niña llamada Puck y nacida en Alemania.